# Paul Konchesky
Paul Martyn Konchesky (Barking, London 1981. május 15.) angol válogatott labdarúgó, jelenleg a Leicester City védője.

## Pályafutása

### Kezdetek
Konchesky labdarúgó pályafutását a helyi junior csapatban, a West Ham Unitednál kezdte.

### Charlton Athletic
1997 augusztusában aláírta első profi szerződését. A csapatban augusztus 16-án mutatkozott be.
2003 szeptemberében kölcsönvette Koncheskyt a Tottenham Hotspur egy hónapra, majd a kölcsönt egészen 2004 januárjáig meghosszabbították.

### West Ham United
2005 júliusában Konchesky szerződést írt alá a West Ham Uniteddel, összesen 1,5 millió fontot fizettek érte. Az új csapatban augusztus 13-án debütált a Blackburn Rovers ellen, a mérkőzést 3–1-re megnyerték. A 2005–2006-os szezonban 45 meccset játszott, ezzel segítette a csapatot a Premier League 9. helyéhez és 2006-os FA-kupa fináléjához a Liverpool ellen. A mérkőzés 3–3-ra végződött – a West Ham harmadik, hatalmas gólját Konchesky szerezte – de végül tizenegyesekkel 3-1-re kikaptak, Reina többek között Konchesky tizenegyesét is kivédte.

### Fulham
2007 júliusában Paul Konchesky aláírta négy évre szóló szerződését a londoni csapatnál, leigazolása 3,25 millió font volt. Első mérkőzését a Fulhamben augusztus 12-én az Arsenal ellen játszotta, melyet végül 2-1-re elvesztettek. Az első szezonjában 32 mérkőzést játszott. Január 18-án korábbi klubja, a West Ham ellen lőtte az első gólját.

### Liverpool
2010. augusztus 31-én írt alá négy évre a Liverpoolhoz. A bajnokságban szeptember 12-én mutatkozott be a Birmingham City ellen.
2011. január 31-én kölcsönbe ment a másodosztályú Nottingham Foresthez.

### Leicester City
2011. július 13-án írt alá a másodosztályú Leicester Cityhez.

## Válogatottság
Konchesky kétszeres angol válogatott: első mérkőzését a nemzeti csapatban Ausztrália ellen játszotta 2003 februárjában, a másodikat pedig Argentína ellen 2005 novemberében.